# Ананиев, Борислав
Борисла́в Влади́миров Ана́ниев (11 декабря 1955) — болгарский гребец-каноист, выступал за сборную Болгарии во второй половине 1970-х годов. Бронзовый призёр летних Олимпийских игр в Москве, обладатель бронзовой медали чемпионата мира, участник Олимпийских игр в Монреале, многократный победитель регат национального значения. Заслуженный мастер спорта Болгарии (1975).

## Биография
Борислав Ананиев родился 11 декабря 1955 года. Выступал за ЦСКА, первый тренер — Алекси Тодоров. Окончил софийское СПТУ и Национальную спортивную академию имени Васила Левского. В 1969 году стал бронзовым призёром чемпионата Европы среди юношей в каноэ-семёрках на дистанции 500 метров, в 1973 году — чемпионом Европы среди юношей в каноэ-одиночках на дистанции 500 метров.
Первого серьёзного успеха на взрослом международном уровне добился в 1974 году, когда впервые попал в основной состав национальной сборной Болгарии и побывал на чемпионате мира в Мехико, в финальных гонках на дистанциях 500 и 1000 метров финишировал соответственно четвёртым и седьмым. С чемпионата мира 1975 года в югославском Белграде привёз награду бронзового достоинства — в одиночных каноэ на дистанции 500 метров занял третье место, пропустив вперёд только советского гребца Сергея Петренко и венгра Миклоша Дарваша.
Благодаря череде удачных выступлений удостоился права защищать честь страны на летних Олимпийских играх 1976 года в Монреале — участвовал здесь в гонках одиночек на пятистах метрах и тысяче, в обоих случаях пробился в финальную стадию турнира, в обоих случаях был близок к призовым позициям, однако в решающих заездах оба раза финишировал четвёртым.
После Олимпиады Ананиев остался в основном составе национальной команды Болгарии и продолжил принимать участие в крупнейших международных регатах. В 1980 году он вместе со своим напарником Николаем Илковым прошёл квалификацию на Олимпийские игры в Москву — в зачёте двухместных каноэ на полукилометровой дистанции они в итоге пришли к финишу третьими, уступив командам Венгрии и Румынии. Получив бронзовую олимпийскую медаль, вскоре Борислав Ананиев принял решение завершить спортивную карьеру.
Работал тренером сборной Болгарии по гребле на каноэ на чемпионате мира 2011 года, был личным тренером Станилии Стаменовой в 2011—2012 годах.